# Луара (музикантка)
Луара Котлер (14 лютого 1972), відома як Луар або Луара, — американська ритм-вокалістка, солістка музичних композицій до фільмів, композиторка, вокальна саунд дизайнерка, звукозаписувачка, педагогиня і музична терапевтка, відома своїм інноваційним використанням коннаколу, скет-співу, обертонового співу, традицій етнічної музики, міжвимірних співів, етно-джазових інтерпретацій та мелізматичних імпровізацій.

## Життєпис

### Раннє життя
Лорі «Луара» Котлер народилася в Пресвітеріанській лікарні Нью-Йорка, перші кілька років свого життя провела в Брукліні, штат Нью-Йорк, перш ніж її сім'я переїхала в Розлин-Естейтс, Нью-Йорк. Прізвисько «Луара» їй дала найкраща подруга, і з тих пір вона носить це ім'я. Луара почала навчатися грі на фортепіано у віці шести років за методом Сузукі. В одинадцять років вона надихнулася стати вокалісткою після випадкової зустрічі з кубинським перкусіоністом Кандідо Камеро на бар-міцві свого брата. У 2003 році Луара почала використовувати термін «ритм-вокалістка» для опису свого стилю. Цю фразу їй подарував її наставник і партнер Глен Велес.

### Освіта
Луара навчалася в Лонг-Айлендській середній школі мистецтв, школі для обдарованих виконавців. Її обрали почесною спікеркою та виконавицею на церемонії вручення дипломів. Згодом вона здобула ступінь бакалавра музики в Музичному коледжі Берклі в Бостоні, а потім отримала ступінь магістра музичної терапії в Університеті Нью-Йорка. У підлітковому віці джазовий наставник Луари Дейв Бернс познайомив її зі співом у стилі скет. Він визнав, що Луара має незвичайну здатність до вокального відтворення складного та стрімкого інструментального матеріалу. Луара називає свого наставника і чоловіка Глена Велеса та його метод Handance Method найбільшим фактором, що вплинув на її підхід до музики. Вона почала вивчати konnakol у Велеса, коли почалася їхня музична співпраця в 2002 році. Вона також навчалася у майстра коннаколу Гхатама Субаша Чандрана і короткий час у Вінода (ВР) Венкатарама. Серед інших впливових вчителів — віртуозна піаністка та клавесиністка Барбара Купферберг, джазові вокалісти Боб Столофф, Мілі Бермаджо та Домінік Ід. Луару запрошують проводити майстер-класи та воркшопи в Джульярдській школі та інших престижних консерваторіях і університетах світу.

### Особисте життя
Луара була відкритою бісексуалкою ще зі школи. До стосунків з Велесом вона була у тривалих стосунках із жінкою, яка мала великий вплив на її звільнення з повної денної роботи, сказавши їй, що настав час донести свою музику і голос до світу. Луара одразу ж подала заяву про звільнення. Луара рано усвідомила цілющу силу музики. Вона часто зверталася до написання пісень та імпровізації, щоб впоратися з трагічною смертю свого близького друга, який загинув під час їзди на велосипеді у віці 15 років. Через кілька днів після 18-річчя Луари знову сталася трагедія — 18 лютого 1990 року у віці 45 років помер її батько. Дебютний сольний альбом Луари 18 Wings (Daftof Records) вийшов у 2020 році як вшанування пам'яті її улюбленого батька. У записі альбому взяли участь кілька володарів Греммі, зокрема Говард Леві, Юджин Фрізен і Глен Велес. Він висвітлює оригінальну музику, написану та аранжовану спільно з Гленом Велесом, а також її ритм-джазове переосмислення The Great American Songbook. В анотації вона каже: «Ритм і голос — це мої власні крила, за допомогою яких я подорожую до мови, що виходить за межі думки».

## Голос і стиль
Спів Луари поєднує гібридні вокальні техніки, включаючи вокальну перкусію та безсловесні мелодійні імпровізації, натхненні єврейським нігуном, близькосхідним таксимом, центральноазійським хьомей, скет-співом та південноіндійським коннаколом.

## Вокальна робота у саундтреках до фільмів
Ще з дитинства пристрасть до кіно та кіномузики спонукала Луару прокрадатися у відчинені двері місцевого інді-театру, де звучала головна тема з «Вогняних колісниць» Вангеліса. Коли прийшов час обирати спеціальність у Музичному коледжі Берклі, Луара вже заповнила аплікаційну форму на спеціальність кінокомпозиторки, але зволікала, щоб подати її. У той час, як вона часто проводила час в аудиобібліотеці Берклі, а також у знаменитій студії звукозапису Tower Records на Массачусетській авеню, слухаючи своїх джазових героїв, досліджуючи світові музичні традиції, польові записи Алана Ломакса, разом із дослідженням східної медитації та астральної проекції, вона також почала занурюватися в партитури Макса Стайнера, Енніо Морріконе, Джеймса Ньютона Говарда та Ганса Циммера.
Вагаючись, який шлях обрати, вона випадково натрапила на касету з класичною індійською перкусійною музикою із соло на барабанах. Саме в той момент вона вирішила залишитися на власному шляху, щоб стати ритм-вокалісткою.
У грудні 2017 року лауреат премії «Оскар» композитор Ганс Циммер знайшов її на YouTube завдяки відомій вокалістці та співачці Еді Леманн Боддікер та легендарному синтезатору Майклу Леманну Боддікеру.
Співпраця Луари із Циммером та його командою Remote Control Productions, включаючи композиторів Стіва Маццаро, Девіда Флемінга та Енді Пейджа, призвела до її вокальної роботи над фільмами «Люди Ікс: Темний Фенікс» (оригінальний саундтрек до фільму), «Експерименти з Темного Фенікса» (альбом саундтреків), а також "Дюна " Дені Вільньова (2021) і "Дюна: Частина ІІ ". У 2020 році Циммер представив роботу Луари своєму давньому колезі та другу, лауреату Греммі та багаторазовому номінанту на премію Оскар, кінокомпозитору Джеймсу Ньютону Говарду. Невдовзі Луара почала дистанційно працювати з Джеймсом як солістка вокальної партії в його музиці до диснеївського фільму «Рая та останній дракон».

## Співпраці та перформанси
Луара гастролює з Гленом Велесом з 2003 року, а також виступала як солістка у численних концертах — від повних оркестрів до невеликих ансамблів, серед яких Китайський оркестр Тайбею, Національний китайський оркестр, Оркестр американських композиторів, Parco della Musica Contemporanea Ensemble, Nederlandse Reisopera, La Notte della Taranta Popular Orchestra, Fulcrum Point New Music Project, Nederlands Blazers Ensemble, Long Beach Opera, Ensemble Fisfüz. Вона виступала на таких майданчиках, як Zankel Hall Carnegie Hall, The Tonhalle, The Music Academy (Ченнай), Auditorium Parco della Musica, Muziekgebouw, Slovak Radio Theatre, The Met Museum і Paradiso (Амстердам). Вона виступала на численних фестивалях живої музики, зокрема: Фестиваль у Равенні (Ravenna Festival) та Tamburi Mundi (Фрайбург). У 2014 році Луара виступила перед 150-тисячною аудиторією на фестивалі La Notte Della Taranta, що стало її найбільшою аудиторією на сьогоднішній день.
У травні 2019 року посольство США запросило Луару виконати музику зі свого альбому 18 Wings (Daftof) за пропозицією тодішнього посла США в Словаччині Адама Стерлінга. Луара приєдналася до Глена Велеса та віолончеліста Йозефа Луптака на приватному концерті, який відбувся в резиденції посла в Братиславі, де Луара та Глен ритмічно переосмислили The Great American Songbook. З 2012 року Луара є головною солісткою в The News: реаліті-опери голландського аванг-поп-композитора JacobTV, і їй належить авторство вокальних партій для арій Bounce or Decline і Lamento.
Луара веде активний гастрольний графік у дуеті з Гленом Велесом та Hans Zimmer Live. Вона виступала на одній сцені з музикантами світового класу Лью Солоффом, Говардом Леві, Аві Авіталом, Читравіною Равікіран, Юджином Фрізеном, Сонні Форчуном, Юзефом Луптаком, Міліцею Параносіч, Кепою Юнкерою, Хав'єром Паксаріньо, Муратом Кошкуном та Енцо Рао. Вона виконувала і записувала твори відзначених нагородами композиторів Едварда Білоуса і Роберта Міллера, а її фірмовий звук можна почути в музичних записах, телевізійних рекламних роликах, танцювальних партитурах, повнометражних документальних фільмах і музиці до кінофільмів-блокбастерів.
Луара виступала на радіо і телебаченні на Іспанському національному радіо 4, Німецькому громадському радіо, Італійському національному радіо 3, Радіо Фрайштадт (Австрія), DRS (Швейцарсько-німецьке національне радіо), WNYC, Національному громадському радіо, KPFK Лос-Анджелес, KITV Hawaii, PBS, Rai Italia TV, Тайбейському національному телебаченні і CBS 2.
Дебютний альбом Луари 18 Wings (Daftof) вийшов у цифровому форматі під час пандемії COVID-19 як данина пам'яті до 30-ї річниці смерті її батька. У 18 Wings представлено кілька артистів «Греммі» TRIO GLOBO — Говарда Леві, Юджина Фрізена та Глена Велеса, а також представлено оригінальну музику, створену та аранжовану разом з Гленом Велесом, а також їхню глобальну ритмічну інтерпретацію The Great American Songbook.

## Музикальна терапія
Луара була професоркою музикотерапії в Новій школі, Нью-Йорк (2001—2007) і багато працювала в клініках, лікарнях, у тому числі в закритих психіатричних відділеннях Нью-Йорка. Вона працювала з такими темами та групами населення, як доросла психіатрія, прийомні діти/підлітки з групи ризику, аутисти та черепно-мозкові травми. Луара продовжує надавати свої таланти благодійним організаціям, що займаються музичною терапією, і активно співпрацює з Sounding Joy Music Therapy на Гаваях і в Японії. Робота Луари у сфері психічного здоров'я сильно вплинула на її підхід до музики. Клінічна робота надихнула її бачити ритм і музику в більш описовому ключі, наприклад, «який ритм тривоги» або «які кольори депресії».

## Дискографія

### Робота над фільмами
- 2001 — In an Instant (фільм Брюса Ешлі; музика Лорі Котлер, Нік Леман)
- 2005 — Why We Fight (фільм Юджина Ярекі ; композитор Роберт Міллер)[9]
- 2009 — Документальний фільм Renewing Creativity: Renewing American Culture — The Pursuit of Happiness[10]
- 2019 — Coup 53 Роберта Міллер
- 2019 — Люди Ікс: Темний Фенікс (Оригінальний саундтрек до фільму) Ганс Циммер
- 2019 — Xperiments from Dark Phoenix Ганса Циммера[11]
- 2020 — музика до фільму Сільська елегія та саундтрек Ганса Циммера та Девіда Флемінга
- 2020 — музика та саундтрек до фільму «Рая та останній дракон» Джеймса Ньютона Говарда
- 2021 — Музика та саундтрек до фільму «Дюна: Частина перша» Ганса Циммера
- 2024 — Музика та саундтрек до фільмуДюна: Частина друга, Ганс Циммер

### Студійні записи
- 1991 — Kizmit — (невиданий EP) Оригінальні пісні, створені Луарою Котлер у середній школі.
- 2003 — «Elephant Hotel» (гіперпосилання: http://glenvelez.com/shop/music/) (Daftof Records); Глен Велес і Лорі Котлер
- 2003 — AfroMantra «Alignment» (запис Mambo Maniacs) Лорі Котлер включено до «Transparencias» (композитор Алекс Гарсія)
- 2005 — «Rhythms of Awakening» Глен Велес (SoundsTrue)
- 2006 — «Hiri» (Elkar) Кепа Джункера; Лорі Котлер для «Tatihou»[12]
- 2008 — «Rhythms of the Chakras Vol. 2» Глен Велес (SoundsTrue)
- 2009 — «Breathing Rhythms Duo» (Daftof Records); Глен Велес і Лорі Котлер
- 2010 — «Herria» (Elkar/Warner Bros.) Кепа Джункера; Лорі Котлер для «Markesaran Alaba»[13]
- 2013 — Cucurrucucú Paloma (сінгл)
- 2016 — Instants of Time Енріке Ханейне
- 2020 — 18 Wings (Daftof Records)
- 2020 — Echos (Sívac Records)

### Танцювальні партитури
- 2003—2011: Mimi Garrard VideoDances — головна вокалістка у танцювальній партитурі Глена Велеза.
- 2004: Rain (Глен Велес) виступи з танцювальним театром Buglisi
- 2007–теперишній час: «Trilogy» (Глен Велес) виступи з Bridgman/Packer Dance
- 2009–теперішній час: виступи «Mirage» з Nai-Ni Chen Dance
- 2012–теперішній час: «Whirlwind» (Глен Велес) виступи з Nai-Ni Chen Dance

### Рекламні ролики
- 2004 — CVS Extra Care (Роберт Міллер, RMI)[14]
- 2005 — Телевізійна реклама Frangelico USA Rope[15]
- 2009 — Tiffany & CO[16]
- 2015 — Raw Spirit Fragrances[17]
- 2022 — Ford Future Present (Mad World Cover)[18]